# Veigaiidae
Veigaiidae är en familj av spindeldjur. Veigaiidae ingår i ordningen kvalster, klassen spindeldjur, fylumet leddjur och riket djur.